# Hawaiite
L'hawaiite è una roccia effusiva basica e moderatamente alcalina. La sua definizione è su base chimica e viene fatta utilizzando il diagramma TAS. Si tratta di una varietà di trachibasalto ricca in sodio (Na2O – 2.0 ≥ K2O). La sua tessitura è afanitica e ipocristallina, normalmente porfirica. L'aspetto è simile a quello di un basalto olivinico, ma rispetto a questo il colore è generalmente più chiaro a causa del plagioclasio più sodico che nel basalto (e quindi più chiaro) nella pasta di fondo. La presenza di vetro non permette di classificare le Hawaiiti su base modale.

## Etimologia e storia
Il nome hawaiite deriva chiaramente dal nome delle isole Hawaii dove la roccia venne descritta per la prima volta da Joseph Paxson Iddings, che gli attribuì anche il nome, nel 1913. In origine definiva un basalto ad olivina i cui plagioclasi normativi sono o l'oligoclasio o l'andesina. 

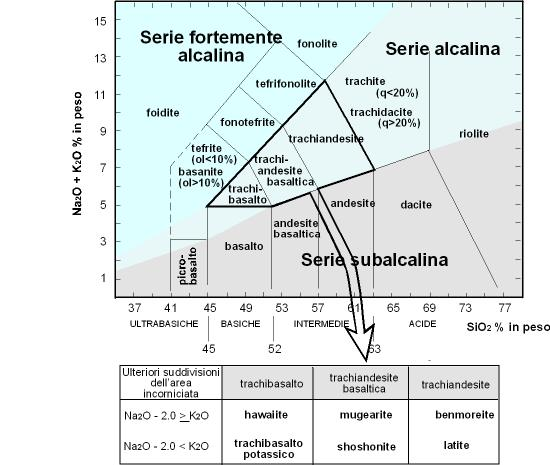
Diagramma TAS - L'hawaiite è una varietà ricca in sodio di trachibasalto (campo S1)

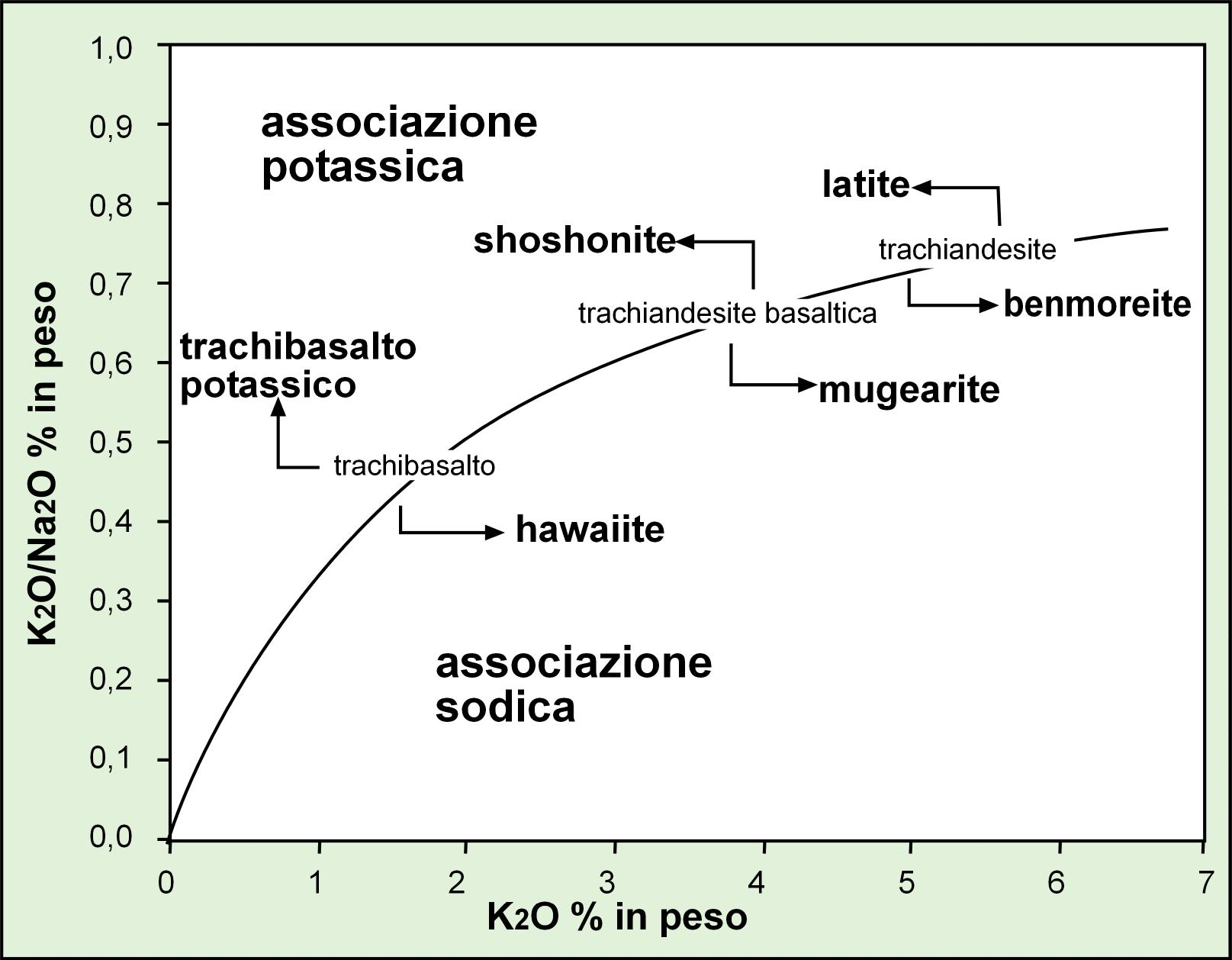
La linea di demarcazione tra associazione potassica e associazione sodica nel diagramma K_{2}O verso K_{2}O/Na_{2}O nelle rocce alcaline

## Classificazione e composizione
Le hawaiiti cadono nel campo S1 del diagramma TAS, ulteriormente suddiviso in hawaiiti e trachibasalti potassici sulla base del rapporto (Na2O – 2.0 / K2O). 

I fenocristalli sono di plagioclasio più sodico che nei basalti collegati, olivina, clinopirosseno (da Cr-Diopside a salite ± augite) e ossidi di ferro, talvolta anche kaersutite. La pasta di fondo, oltre al vetro, contiene microliti delle stesse fasi ± nefelina ± sodalite ± flogopite.

## Composizione chimica
Si riporta come esempio la composizione chimica e normativa di una hawaiite estratta nella regione dell'Eifel (Germania).
| Ossido    | % in peso | CIPW       | % in peso |
| --------- | --------- | ---------- | --------- |
| SiO2      | 47,4      | Quarzo     | 0         |
| TiO2      | 2,54      | Ortoclasio | 9,25      |
| Al2O3     | 15,1      | Albite     | 31,7      |
| Fe2O3 tot | 11,1      | Anortite   | 19,9      |
| MnO       | 0,178     | Diopside   | 11,9      |
| MgO       | 8,18      | Iperstene  | 0         |
| CaO       | 9,38      | Ematite    | 11,1      |
| Na2O      | 3,74      | Olivina    | 10,5      |
| K2O       | 1,56      | Nefelina   | 0         |
| P2O5      | 0,52      | Perowskite | 3,8       |
| LOI       | 0,49      | Apatite    | 1,24      |
| CaO/Al2O3 | 2,0       | Ilmemite   | 1,16      |
| Mg#       | 65,9      | Titanite   | 0,3       |

## Genesi ed ambiente geodinamico
In base alla composizione degli elementi in traccia e ai rapporti isotopici le Hawaiiti sono considerate il prodotto della cristallizzazione frazionata di una categoria di magmi basaltici chiamati OIB (oceanic island basalts), originatisi al di sopra di punti caldi o hot spot. Questi a loro volta sono collegati a risalite diapiriche di materiale caldo dalla base del mantello chiamate plumes (in italiano pennacchi). Esse operano all'interno delle placche e sono indipendenti dal flusso di calore delle celle convettive, che dà origine alle dorsali e alle zone di subduzione.

La genesi delle hawaiiti è legata a quella delle isole oceaniche come le Hawaii e si può riassumere nelle seguenti fasi:
- nasce un vulcani a scudo direttamente sopra il pennacchio caldo; a causa delle temperature molto alte, il magma che lo alimenta è un basalto tholeiitico;
- l'isola assieme alla placca in cui si trova si muove e si allontana dall'hot spot e tale movimento provoca un abbassamento della temperatura, un minor grado di fusione parziale e una minor profondità della camera magmatica; le tholeiiti sono sostituite da magmi moderatamente alcalini: gli alcali-basalti;
- l'isola è ancora più lontana dall'hot spot e ciò consente la formazione di magmi ancora più alcalini e viscosi. È nelle fasi finali dell'attività effusiva che si generano i magmi hawaiitici, per cristallizzazione frazionata di olivina e clinopirosseni da un fuso basaltico alcalino.

I petrologi hanno sempre ritenuto che le hawaiiti si originino da camere magmatiche molto ampie e poco profonde. Ma contro tale ipotesi va lo studio di Wilkison e Binns (1969) delle hawaiiti nel Nuovo Galles del Sud (Australia), dove la presenza di xenoliti di lherzolite e di megacristalli di pirosseno sono indicative di un'evoluzione del magma più profonda e a più alta pressione.
Le hawaiiti fanno parte delle seguenti associazioni magmatiche ad alto contenuto sodico:
- Serie di differenziazione: ankaramite, basalti alcalini, hawaiiti
- Serie di differenziazione: basalti alcalini, hawaiiti, mugeariti, benmoreiti, trachite, riolite[senza fonte].

## Distribuzione
Le hawaiiti sono rocce diffuse in tutto il mondo, ma subordinatamente ad altri tipi di basalti.
In Italia (tra parentesi l'età in milioni di anni, Ma):
- Sicilia
  - Etna (0,6 Ma)
  - Monti Iblei (7-1,5 Ma)
  - Seamount nel Canale di Sicilia (Miocene ad oggi)
  - Isola di Linosa (1,06-0,53 Ma)
  - Isola di Ustica (0,75-0,13 Ma)
- Sardegna
  - Sardegna centrale (3,5-2,1 Ma)
  - Zona di Orosei-Dorgali (3,9-2 Ma)
  - Campeda-Planargia (3,2-2 Ma)
  - Montiferru (3,8-2,3 Ma)

In Europa:
- Germania (Eifel e Vogelsberg),
- Francia (Morvan e Chaîne des Puys),
- Islanda (Heimaey)
- Scozia (Skye e Mull).

Nel resto del mondo:
- in zone oceaniche:
  - in isole dove sono presenti anche altri OIB, ad esempio le Azzorre, le Canarie, le Comore, le isole Marchesi e le isole Kerguelen;
  - su hot spot oceanici quali le isole Galápagos, le Hawaii (sui vulcani Mauna Kea, Hualalai, Kohala e Molokai), Réunion, nell'Oceano Atlantico (Isola di Ascensione, Madeira, Isola Gough e Tristan da Cunha) e nelle Isole Australi (Tubuai);
  - nei seamount e nei guyot, come, ad esempio, la catena sottomarina Hawaii-Emperor;
  - nelle dorsali oceaniche quali le Sporadi equatoriali dell'oceano Pacifico;
- in zone di convergenza come l'isola diHonshū (Giappone) o la Nuova Zelanda;
- in zone continentali:
  - sugli hot spot continentali quali l'Eifel, il Massiccio Centrale francese, o la linea del Camerun;
  - nelle serie vulcaniche dei rift come la Rift Valley in Etiopia;
  - nel Ferrar Supergroup in Antartide;
  - nelle zone vulcaniche interplacca (Patagonia);
- Le hawaiiti sono state rinvenute anche in USA: Basin and Range Province in Nevada e ad est dello Snake River e in Messico.